# Claudia Piñeiro

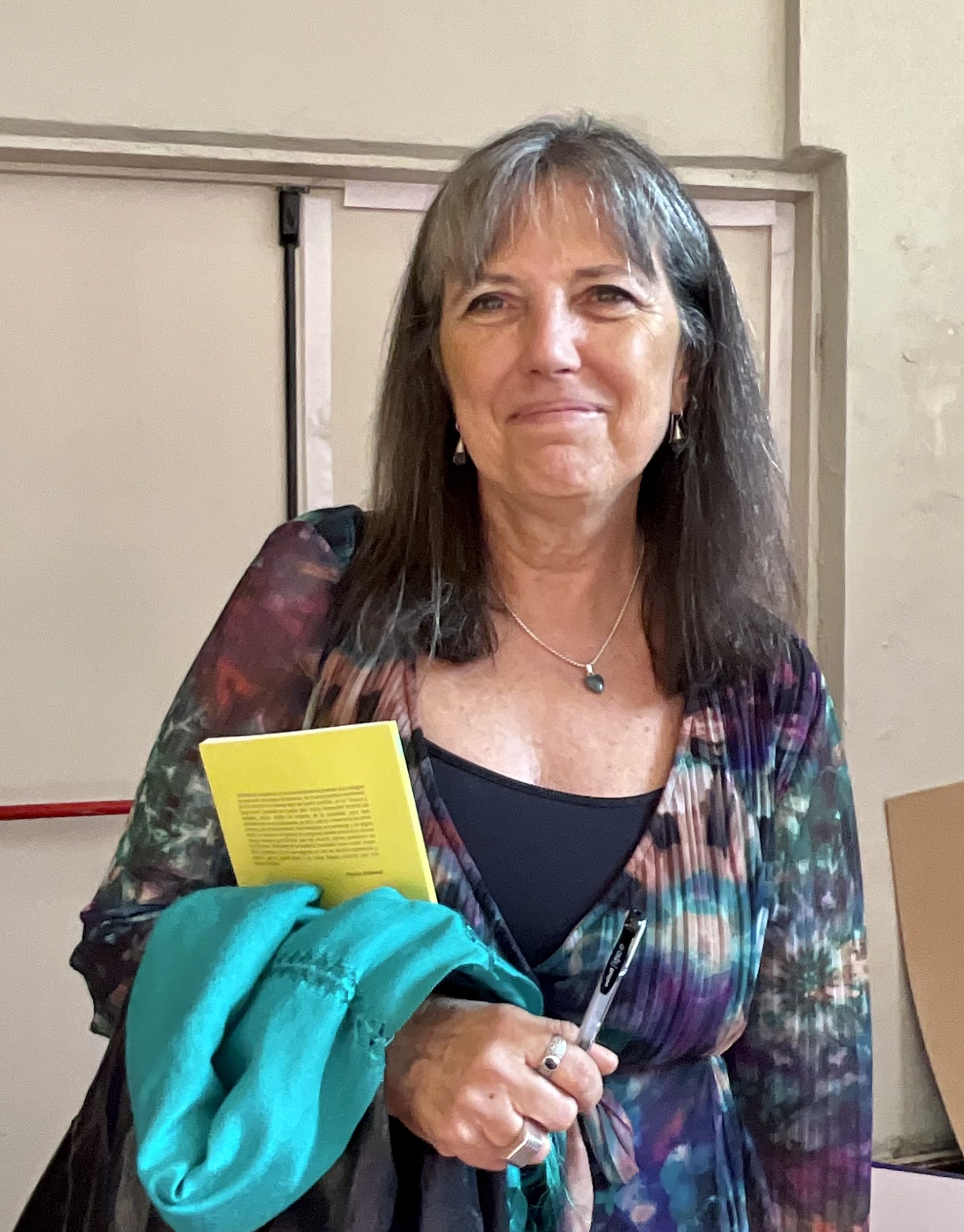
Claudia Piñeiro 2023

Claudia Piñeiro (* 10. April 1960 in Buenos Aires) ist eine argentinische Schriftstellerin und frühere Journalistin.

## Leben und Schaffen
Piñeiro studierte Wirtschaftswissenschaften an der Universidad de Buenos Aires und schloss dieses Studium erfolgreich ab. Anschließend begann sie – anfangs als freie Mitarbeiterin, später fest angestellt – für verschiedene Zeitungen und Radiosender zu schreiben.
Parallel dazu entstand mit den Jahren ein eigenständiges literarisches Werk, für das sie verschiedentlich ausgezeichnet wurde. Neben ihren Romanen gibt es von Piñeiro auch einige Theaterstücke und mehrere Kinderbücher.
Piñeiro, die nicht nur wegen ihres anspruchsvollen Bestsellers Las viudas de los jueves als „Shootingstar der argentinischen Literatur“ galt, gehörte zu den rund zwanzig Autoren, die ihr Land auf der Frankfurter Buchmesse 2010 repräsentierten. Mit El tiempo de las moscas veröffentlichte sie 2022 die Fortsetzung von Tuya.
Claudia Piñeiro ist eine Frauenrechtlerin, was den Themen und Protagonisten ihrer Bücher zu entnehmen ist. Sie ist als Ökonomin aber auch eine präzise Chronistin der mindestens seit 1998 andauernden argentinischen Wirtschaftskrise, deren sozialen und psychologischen Auswirkungen auf die Mittelschichten sie in ihren Romanen mit schwarzem Humor nachspürt. Sie lebt in der argentinischen Hauptstadt, ihrer Heimatstadt, als freie Schriftstellerin.

## Werk
Ihr Debütroman von 2003, Tuya, machte auf Anhieb Furore in Argentinien Der düstere Krimi, der sich an einer außerehelichen Affäre entzündet, handelt von einer Frau, die zu allem bereit ist, um ihren privilegierten Status zu wahren. Der Schweizer Unionsverlag brachte die deutsche Ausgabe 2009 unter dem Titel Ganz die Deine heraus.
Der zweite Roman, Las viudas de los jueves, von 2005, der auf Deutsch als Die Donnerstagswitwen erst 2010 zur Frankfurter Buchmesse mit Argentinien-Schwerpunkt erschien, wurde mit über 200.000 verkauften Exemplaren ein Bestseller. Es wurden Übersetzungslizenzen in mehr als ein Dutzend Länder weltweit verkauft. Die locker in einen Krimi-Plot eingebettete Geschichte handelt von den Abstiegsängsten der Mittelschichtsangehörigen und ihrem Verhalten angesichts der Wirtschaftskrise. Schauplatz ist die fiktionale Gated Community „Altos de la Cascada“ fünfzig Kilometer vor Buenos Aires. Eine kurze Phase wirtschaftlicher Prosperität hat ihren sozialen Aufstieg ermöglicht, stammen doch etliche von ihnen aus einfachen Verhältnissen in europäischen Migrantenfamilien. Ihre soziale Vergangenheit und Herkunft haben sie mit dem Eintritt in die Gated Community quasi ausgelöscht, sie wird nicht thematisiert, sondern bewusst verborgen. Ehebruch, Unfruchtbarkeit und Alkoholismus spielen hinter den Fassaden des Reichtums ebenso eine Rolle wie die sommerliche Dürre und die Sorge um den Golfplatz. Man stellt Statussymbole und Markenprodukte zur Schau, schickt seine Kinder auf teure Privatschulen und pflegt kostspielige Hobbys. Diese scheinbar privilegierte Gemeinschaft wird zunächst kaum merklich, dann immer stärker von den Auswirkungen der Wirtschaftskrise um die Jahrtausendwende betroffen. Allerdings verheimlichen die betroffenen Männer sorgfältig ihre Unterbeschäftigung oder Arbeitslosigkeit sogar vor den eigenen Ehefrauen.
Sechs Ehepaare stehen im Zentrum der sozialen Interaktionen. Bis auf ein Paar sind die Beziehungen aller anderen von Krisen, Heimlichkeiten, Betrug und teils sogar Gewalt geprägt. Zwischen Frauen und Männern bestehen deutliche Hierarchien und Abhängigkeitsverhältnisse, was zum Beispiel in dem sehr viel geringeren Bildungsniveau der Frauen zum Ausdruck kommt, aber auch in ausgesprochen distanzierten Paarbeziehungen. Ignoranz und Verdrängung gegenüber den übermächtigen wirtschaftlichen Realitäten erweisen sich schließlich als nicht mehr gangbar. Als die finanziellen Ressourcen einzelner Paare zur Neige gehen, entsteht im Kopf eines der Protagonisten eine verwegene Idee: Er überzeugt einige der befreundeten Männer, gemeinsam einen als Unfall getarnten Suizid zu begehen, damit ihre Familien mit Hilfe der dann auszuzahlenden Lebensversicherungen in der Idylle der Gated Community bleiben und ihren Lebensstandard aufrechterhalten können. Einer der Freunde entzieht sich diesem Vorhaben und berichtet hinterher den Witwen davon. Deren distanzierte und egoistische Reaktionen können als Indiz dafür gelten, dass die Männer von ihren Frauen ausschließlich als Ernährer wahrgenommen werden. Rebecca Kaewert hat diesen Roman einer literaturwissenschaftlichen Analyse unterzogen. Sie beschreibt die Gated Community als „Kulisse, die idyllisch das perfekte Leben einer sorglosen und aufstrebenden Mittelschicht repräsentieren soll“, zeigt aber auch, dass die „Abschottung gegenüber gesamtgesellschaftlichen Phänomenen wie wirtschaftlich ausgelösten Krisen nicht möglich ist und diese trotz aller Sicherheitsmaßnahmen die Mauern der gated community zu durchbrechen vermögen.“ Claudia Piñeiro analysiert nach Kaewert einen dekadenten sozialen Mikrokosmos, in dem der Tod als gesichtswahrender Ausweg und „willkommenes Mittel (fungiert), um Gerüchten und Schmach“ der Nachbarn zu entkommen. Die unter der Regie von Marcelo Piñeyro entstandene Verfilmung kam im September 2009 heraus und war in Argentinien ein Kassenschlager.
Der dritte Roman, Elena sabe, der in Buenos Aires 2007 beim Verlag Alfaguara herauskam, erhielt 2010 in Deutschland den LiBeraturpreis. Er handelt von der Parkinson-Erkrankung einer Frau (Elena) und deren Tochter Rita, die sie pflegt. Die beiden sind in einer symbiotischen Hassliebe miteinander verstrickt und glauben, sich für die jeweils andere zu opfern.
Betibú (2007) ist ein Kriminalroman, der das Verhältnis von Medien und Macht thematisiert. Er spielt ebenfalls in einer Gated Community und lässt weiten Raum für die Reflexionen der Protagonistin über ihre gesellschaftliche Stellung und Identität als Autorin. 2014 wurde er verfilmt.

## Auszeichnungen (Auswahl)
- 2005 – Premio Clarín für den Roman Las viudas de los jueves
- 2010 – LiBeraturpreis für ihren Roman Elena weiß Bescheid
- 2010 – Premio Sor Juana Inés de la Cruz für Las grietas de Jara
- 2021 – Premio Dashiell Hammett für Catedrales[3]
- 2022 – Nominierung zum International Booker Prize (Shortlist) mit Elena Knows[8]

## Werke (Auswahl)
Romane
- Tuya. 2003.
  - Ganz die Deine. Roman. Deutsch von Peter Kultzen. Unionsverlag, Zürich 2009, ISBN 978-3-293-20458-4.
- Las viudas de los jueves. Alfaguara, Buenos Aires 2005.
  - Die Donnerstagswitwen. Roman. Deutsch von Peter Kultzen. Unionsverlag, Zürich 2010, ISBN 978-3-293-00417-7.
- Elena sabe. Alfaguara, Buenos Aires 2007.
  - Elena weiß Bescheid. Roman. Deutsch von Peter Kultzen. Unionsverlag, Zürich 2009, ISBN 978-3-293-00404-7 (2023 verfilmt).
- Las grietas de Jara. Alfaguara, Buenos Aires 2009.
  - Der Riss. Roman. Deutsch von Peter Kultzen. Unionsverlag, Zürich 2011, ISBN 978-3-293-00431-3.
- Betibú. Alfaguara, Buenos Aires 2011.
  - Betibú. Roman. Deutsch von Peter Kultzen. Unionsverlag, Zürich 2013, ISBN 978-3-293-00453-5.
- Un comunista en calzoncillos. Alfaguara, Buenos Aires 2013, ISBN 978-987-04-2866-4.
  - Ein Kommunist in Unterhosen. Roman. Deutsch von Peter Kultzen. Unionsverlag, Zürich 2014, ISBN 978-3-293-00475-7.
- Una suerte pequeña. Alfaguara, Buenos Aires 2015, ISBN 978-987-738-044-6.
  - Ein wenig Glück. Roman. Deutsch von Stefanie Gerhold. Unionsverlag, Zürich 2016, ISBN 978-3-293-00506-8.
- Las maldiciones. Alfaguara, Buenos Aires 2017, ISBN 978-84-204-2960-1.
  - Der Privatsekretär. Roman. Deutsch von Peter Kultzen. Unionsverlag, Zürich 2018, ISBN 978-3-293-00534-1.[9]
- Catedrales. Novela, Alfaguara, Buenos Aires 2022, ISBN 978-84-204-5559-4
  - Kathedralen. Roman. Deutsch von Peter Kultzen. Unionsverlag, Zürich 2023, ISBN 978-3-293-00592-1.[10]
- El tiempo de las moscas. Novela, Alfaguara, Buenos Aires 2022, ISBN 978-84-204-7366-6.

Theaterstücke
- Cuánto vale una heladera. Ministerio de Educación, Buenos Aires 2004.
- Un mismo árbol verde.
- Verona.

Kinderbücher
- Un ladrón entre nosotros. Norma, Bogotá 2005, 92 S.
- Serafín, el escritor y la bruja. Ed. Don Bosco, Buenos Aires 2000; Edebé, Barcelona 2000, 95 S.

Hörspiel
- Ganz die Deine. Regie/Bearbeitung: Irene Schuck, Übersetzung: Peter Kultzen, Mitwirkende: Astrid Meyerfeldt, Axel Milberg, Laura Maire, Heidrun Bartholomäus, Simon Boer, Katharina Burowa, Inga Busch, u. a., 43 Minuten, DLR 2008.